# Ruth Halperin-Kaddari
Ruth Halperin-Kaddari   (15 de maig de 1966) és una jurista i defensora internacional dels drets de les dones coneguda pels seus treballs sobre dret de família, teoria legal feminista, drets de les dones al dret internacional i dones i religió. És vicepresidenta de la Convenció sobre l'eliminació de totes les formes de discriminació contra la dona de la ONU i és membre del comitè des del 2006. És professora de dret a la Universitat Bar-Ilan i és directora i fundadora del Centre Rackman. Va ser una de les primeres guardonades amb el premi Premi Internacional Dona Coratge el 2007.

## Carrera
Es va doctorat en dret a la Universitat Yale el 1993. És professora de dret a la Universitat Bar-Ilan. El 2001 va fundar Centre Rackman, un centre que treballa per avançar en el dret de gènere i ha estat la seva directora des de llavors.

### Càrrecs a les Nacions Unides
El 2006 va ser elegida pels estats membres per un mandat de quatre anys al comitè de la Convenció sobre l'eliminació de totes les formes de discriminació contra la dona (CEDAW) i va ser la vicepresidenta del comitè des del 2009 fins al 2010. Al moment de l'elecció n'era el membre més jove. Va ser reelegida per un segon mandat el 2010 i un tercer cop el 2014. El 2017 va tornar a ser elegida vicepresidenta del comitè. Dins el comitè va treballar amb l'antiga ministra francesa d'igualtat de gènere Nicole Ameline i la Representant Especial de les Nacions Unides sobre la Violència Sexual en Conflicte Pramila Patten.
El 2018 va coeditar un memoràndum de l'ONU que concloïa que la falta de fons per l'avortament a Irlanda del Nord és una forma de violència contra les dones.

## Premis
- Premi Internacional Dona Coratge el 2007 pels seus treballs sobre els drets internacionals de les dones.[8]
- Premi Rappaport per Dones que generen canvi el 2016.[9]

## Treballs publicats
- Women in Israel: A State of Their Own, University of Pennsylvania Press. 2004.